# Kustár Péter
Kustár Péter (Budapest, 1938. szeptember 3. – Kisléta, 1987. szeptember 20.) az Ószövetség és a sémi nyelvek kutatója, református lelkipásztor. A Debreceni Református Hittudományi Egyetem tanársegéde volt.

## Élete
Hétgyermekes család harmadik gyermekeként született. Szülei Kustár Sándor kereskedelmi alkalmazott és Szabados Klára varrónő.
Általános iskolai tanulmányokat Dunavecsén folytatott, majd a középiskolát Kunszentmiklóson végezte a Damjanich János Gimnáziumban.  1957. június 20-án tett érettségi vizsgát kitűnő eredménnyel.  A gimnázium elvégzése után felvételt nyert a Debreceni Református Teológiai Akadémiára, melynek 1957–1962 között volt hallgatója. 1962 októberében az első lelkészképesítő vizsgán jeles eredménnyel zárt, dolgozatát „Izráel honfoglalása” címmel nyújtotta be.
Az 1962/63-as tanévben a DRTA szeniori (1962. augusztus 1. – 1963. július 31-ig) tisztét töltötte be. Rövid ideig, 1962. január 2 – 31. között Aranyos Zoltán tanársegédet helyettesíti az Ószövetségi Tanszéken Módis László professzor mellett. 1963. szeptember 26-án tett második lelkészképesítő vizsgát kitűnő eredménnyel, vizsgadolgozatának címe: „A II. Krón 1–7. fejezeteinek fordítása és magyarázata.”
1963. augusztus 1-től 1965 júliusáig a Debrecen-Nagytemplomi Református Egyházközség segédlelkésze.  Közben 1964. március 7-én házasságot kötött Bart(h)a Zsuzsanna Máriával. Hét gyermekük született, Zsuzsanna (1964), Péter (1966), Katalin (1967) Zoltán (1968), Gábor (1970), Ágnes (1972) és György (1980), majd három gyermeket örökbe fogadtak: Enikő (1982), László (1982) és Attila (1983).
1965. július 1-től a DRK főigazgatójának és a DRTA Ószövetségi Tanszékének tudományos munkatársa és adminisztrátora. 1966. október 1-től tanársegéd Módis László professzor mellett az Ószövetségi Tanszéken.  1967. november 19-én a HEKS ösztöndíjával Bázelbe utazhatott, ahol a teológiai fakultáson folytatott tanulmányokat. Tanárai voltak itt többek között Ernst Jenni, Hans-Joachim Stoebe, Oscar Cullmann, Bo Reicke és Karl Barth. Bázeli ösztöndíjas éve alatt saját bevallása szerint Karl Barth és Oscar Cullmann tudott leginkább újszerűt és érdekeset nyújtani a teológia tudományában. A két neves professzor közül Cullmann különösen is nagy hatást gyakorolt rá, szakmailag és emberileg egyaránt, akivel aztán később is baráti levelezésben maradtak.
A héber nyelvészet terén végzett hazai kutatásait Ernst Jenni professzor irányítása és témavezetése mellett folytatja Bázelben. Disszertációjának címe: Aspekt im Hebräischen. Az ószövetségi főtárgy mellett újszövetségi (Oscar Cullmann) és óegyháztörténeti (Bo Reicke) melléktárgyakból vizsgázott.  Jenninél a héber nyelv mellett ugaritit és akkádot is hallgatott.  A tanév végeztével 1968 júliusában hazatérő fiatal kutató engedélyt kapott, hogy doktori értekezésének megvédésére újra Bázelbe utazzon. Doktori téziseit 1969. október 29-én sikerrel védte meg „insigni cum laude” minősítéssel.  Hazatérése után folytatja oktatói munkáját az Ószövetségi tanszéken, ám hamarosan, 1969 decemberében az egyházi vezetés akadémiai állásából felmentette, és Kislétára helyezte ki gyülekezeti szolgálatra.  1974. január 2-án szentelték fel, Debrecenben. Gyülekezeti lelkészi szolgálata mellett folytatja tudományos munkáját is, rendszeres előadója az ószövetségi szaktanfolyamoknak és a Doktorok Kollégiumának, exegetikai önképzőkört vezet Kislétán a havonta összejövő teológusok és lelkésztársak számára. 1987. szeptember 20-án váratlan hirtelenséggel, 49 évesen elhunyt.

## Munkássága

### Tudományos munkásság
Kustár Péter már a debreceni teológus évek alatt komoly érdeklődést mutatott az ószövetségi tárgyak és a héber nyelv iránt, melyben Módis László professzor egyengette útját. Teológus hallgatóként végzett szorgalmas kutatásairól számos dolgozat, köztük díjazott akadémiai pályamunkák tanúskodnak. Ahogyan ezt akkori dolgozatainak témája is mutatja, különösen érdeklődött egyrészt az Ószövetség történeti háttere iránt. Az első és második lelkészképesítő vizsgára készített dolgozatában,  valamint több akadémiai pályamunkában  is vizsgálja és vallja az ószövetségi események történetiségének tényét.
Korai munkáinak másik jellemző témája az Ószövetség szociáletikája. Ilyen tekintetben elemzi Ámósz könyvét  és a Dekalógust.  E munkák központi teológiai fogalma, a „szövetség”, Kustár Péter teológiai gondolkodását később is alapvetően meghatározta. Az 1963-ban benyújtott pályamunka a Dekalógus magyarázatáról nyomtatásban ugyan nem jelent meg, de gépelt terjesztése révén mégis nagyon népszerűvé válhatott a lelkipásztorok körében.
Kustár Péter legfőbb kutatási területe a héber nyelvészet és a grammatikai alapú exegézis. Már teológus hallgatóként is foglalkozott a héber igeidők problémakörével, mely kutatásában Módis László és a neves szlavisztikai szakember, Dombrovszky József professzorok segítették.  A teológus évek alatt feldolgozott szakirodalom, és az ekkor elvégzett kutatómunka jelentette későbbi doktori disszertációjának alapját. A felhalmozott jegyzetanyagot bázeli ösztöndíjas évében egészítette ki az újabb szakirodalom segítségével. Disszertációját német nyelven írta Aspekt im Hebräischen címmel, mely dolgozat 1972-ben jelent meg Bázelben a Theologische Dissertationen sorozat (szerk.: Bo Reicke) IX. köteteként.
A rövid, mindössze 66 oldalas disszertáció jól áttekinthetően és lényegre törően mutatja be tárgyát és igazolja tézisét. A módszertani és általános nyelvészeti bevezetés, valamint a vizsgált problémakör ismertetése után  Kustár Péter meggyőzen érvel amellett, hogy a héber perfektum és imperfektum nem tempuskategóriák, melyek a cselekvés idejét jelölik, sem pedig akciókategóriák, melyek egy cselekvés befejezettségét vagy befejezetlenségét mutatják, hanem aspektuskategóriák, melyek a cselekvések egymáshoz való viszonyára utalnak, függetlenül a beszélő időbeli és a cselekvő térbeli helyzetétől.  Az eredmények összegzése után a dolgozat röviden kitekintést tesz a héber nyelv és a héber gondolkodás közötti összefüggésekre is.  Disszertációja nemzetközileg ismert és mai napi idézett munka.
Doktori dolgozatának téziséből kiindulva írta meg „Az Ószövetség megértése” című munkáját,  melyben immáron magyar nyelven is a hagyományos ige-kutatás alaptételeinek kritikai felülvizsgálatára vállalkozik.
Filológiai felismeréseit Kustár Péter az ószövetségi exegézisben kamatoztatta. Nagy számban maradtak fenn kéziratos fordításai és magyarázatai egy-egy rövidebb bibliai szakaszhoz vagy fejezethez. Kustár Péter a bibliakutatás sokszor túlzásokba eső kritikai irányzatival szemben keresett olyan tudományos módszert, mely segít a Biblia mondanivalójának helyes értelmezésében. A héber nyelv működésének, belső törvényszerűségeinek mélyreható vizsgálata alapján igyekezett feltárni az ószövetségi szövegek értelmét.

### Lelkészi szolgálat
Kustár Péter munkásságának másik területe a lelkészi szolgálata, melyet hűségesen és lelkiismeretesen végezett a kislétai és a hozzá tartozó máriapócsi gyülekezetben. Népszerűek voltak igehirdetései, melyeket a tudományos előkészítés és a hosszas érlelés után egy nagyon lényegre törő, letisztult formában vitt szószékre. Közel 3000 leírt prédikációja maradt fenn kéziratban, melyek egy része a tanítványok és fiatal kollégák jóvoltából gépelt formában is elterjedt.  Kislétai gyülekezeti szolgálata idején héber önképzőkört vezetett érdeklődő teológiai hallgatók és lelkésztársak számára, mely egyrészt segítséget nyújtott a kollégáknak az Ószövetség értelmezésében, másrészt Kustár Péter nyelvészeti kutatásainak szakmai háttérműhelyeként is szolgált.
Lelkészként is rendszeresen tartott szakelőadásokat az MRE hivatalos szakmai fórumain, úgymint az egyházmegyei lelkésztestületi üléseken, lelkésztovábbképzésen, ószövetségi szaktanfolyamokon és a Doktorok Kollégiumán. A különböző témájú előadásai, bibliatanulmányai, ó- és újszövetségi szövegfordításai többnyire kéziratos formában maradtak fenn.

## Művei
- A nyelvészet szerepe az írásmagyarázatban, RE 21/5 (1969), 106–109.
- Engem keressetek és éltek (Ámósz 5,4), RE 22/8 (1970), 180–181.
- Aspekt im Hebräischen (Theologische Dissertationen 9) Basel, Friedrich Reinhardt Kommissionsverlag, 1972.
- Az engedelmesség próbatétele (Jer 7,22–23a), in: RL 26/13 (1982), 4.
- A nagy titok (Mal 1,2c–3a), in: RL 26/15 (1982), 5.
- Félreértett textusok: II. Mózes 20,14, in: RL 29/8 (1985), 3.
- „A fény fiainak harca a sötétség fiai ellen” c. qumráni irat értékelése, ThSz (1988), 221–224.
- Az Ószövetség megértése. A Biblia fordításának és magyarázatának új elmélete, módszere és gyakorlata grammatikai alapon a héber igerendszer jelenségeinek újraértelmezésével (DRTA tanulmányi füzetei), Debrecen, 1988.
- Jóél próféta könyvének fordítása és történelmi háttere (SRTA kiadványai 3), Sárospatak, 1995.
- Igehirdetés Karácsony Szentestére, I. nap délutánjára, II. nap délelőttjére és délutánjára, in: Legátusprédikációk a 2000/2001. tanévre. Válogatott igehirdetések dr. Kustár Péter, Molnár Miklós, Sepsy Károly lelkipásztoroktól, Debrecen. 2000, 7–11.18–32
- A költői struktúra és a nyelvészet szerepe a Példabeszédek könyve életbölcseletének helyes értelmezésében, in: Kustár, Z. (szerk.): „Mint folyóvíz mellé ültetett fa...”. Emlékkötet dr. Módis László professzor századik születésnapjának tiszteletére, Debrecen, 2003, 11–19.
- A Krónikák első és második könyvének magyarázata, Budapest, Kálvin Kiadó, 2004.

## Szakirodalom
- Fekete Csaba: Kustár Péter emlékezete: 1938–1987, in: ThSz 31 (1988/1), 63.
- Kustár Péter: Aspekt im Hebräischen (Theologische Dissertationen 9) Basel, Friedrich Reinhardt Kommissionsverlag, 1972.
- Kustár Zoltán: Kustár Péter életrajza (továbbiakban Kustár Zoltán 2004), in: Kustár Péter: A Krónikák első és második könyvének magyarázata, Budapest, Kálvin Kiadó, 2004, 165–167.
- Németh Áron: Kustár Péter (1938–1987), in: Baráth B. L. – Fekete K. (szerk).: Őrállóvá tettelek. Műhelytanulmányok a debreceni oktatás és református lelkészképzés 1850–2000 közötti történetéhez, Debrecen, TTRE és DRHE, 2019, 396–403.[halott link]

## Külső hivatkozások
- Kustár Péter életrajzi filmje: https://edoku.org/video/kustar-peter-filmje/
- https://kisleta.blog.hu/2020/03/31/penzes_laszlo_dr_kustar_peter_kisletai_reformatus_lelkesz_akademiai_oktato_tudos_elettortenete_munka